# Gnathanthidium prionognathum
Gnathanthidium prionognathum is een vliesvleugelig insect uit de familie Megachilidae. De wetenschappelijke naam van de soort is voor het eerst geldig gepubliceerd in 1935 door Mavromoustakis.